# Carlo Calenda
Carlo Calenda (Roma, 9 aprile 1973) è un dirigente d'azienda e politico italiano, senatore della Repubblica nella XIX legislatura e segretario di Azione, partito di cui fu il principale fondatore nel 2019.
È stato ministro dello sviluppo economico nei governi Renzi e Gentiloni, e rappresentante permanente dell'Italia presso l'Unione europea nel 2016.

## Biografia
Nato a Roma il 9 aprile 1973, è figlio di Fabio Calenda, economista, giornalista e scrittore, e della regista Cristina Comencini, fratello della sceneggiatrice Giulia e nipote di Paola, Eleonora e Francesca Comencini e del diplomatico Carlo Calenda. Suo nonno materno era il celebre regista Luigi Comencini.
Nel 1984, all'età di 11 anni, recita insieme alla madre nello sceneggiato televisivo Cuore, diretto dal nonno materno, dove interpreta lo scolaro protagonista Enrico Bottini, nell'unico suo ruolo come attore bambino. In tale occasione Carlo Calenda è stato doppiato da Giorgio Borghetti.
Cresciuto nel rione di Roma Prati, Calenda frequenta il liceo classico Mamiani. Secondo quanto riportato dallo stesso Calenda in un'intervista, a 18 anni, durante gli studi, iniziò a lavorare, vendendo fondi di investimento e polizze porta a porta, come consulente finanziario di Sanpaolo Invest, in seguito lavora per Prudential Sim e Southern Star.
Laureatosi in giurisprudenza all'Università degli Studi di Roma "La Sapienza" con 107/110 comincia a lavorare per società finanziarie prima di approdare nel 1998 alla casa automobilistica Ferrari. In cinque anni a Maranello, prima come impiegato e poi da funzionario, arriva ad assumere i ruoli di responsabile gestione relazioni con i clienti e responsabile relazioni con le istituzioni finanziarie sotto Luca Cordero di Montezemolo con cui costruisce un buon rapporto nell'ultimo periodo da dirigente del "Cavallino". Successivamente lavora per Sky Italia in veste di responsabile marketing di prodotto e programmazione.
Dopo l'elezione di Luca Cordero di Montezemolo alla presidenza di Confindustria nel 2004, viene nominato assistente del presidente e poi direttore dell'area strategica e affari internazionali fino al 2008. Successivamente è direttore generale di Interporto Campano e presidente di Interporto Servizi Cargo.
Calenda ha dichiarato di essere stato iscritto da giovane alla Federazione Giovanile Comunista Italiana, l'organizzazione giovanile del Partito Comunista Italiano.

## Vita privata
È diventato padre della sua prima figlia, Tay, a sedici anni. 
In seguito ha sposato la manager Violante Guidotti Bentivoglio, da cui ha avuto altri tre figli.

## Carriera politica

### Primi passi
Nel 2009, poco dopo la fondazione dell'associazione politica centro studi centrista Italia Futura da parte di Luca Cordero di Montezemolo, venne chiamato da quest'ultimo per dirigerne l'organizzazione territoriale, divenendone coordinatore politico.
A ottobre 2012 è tra i relatori del manifesto politico "Verso la Terza Repubblica" di Italia Futura, che gli affida l'incarico di coordinare la scelta dei candidati per le politiche. Alle elezioni politiche del 2013 viene candidato alla Camera dei deputati, tra le liste di Scelta Civica - Con Monti per l'Italia (che Italia Futura aveva contibuito a fondare) nella circoscrizione Lazio 1 in terza posizione. Calenda risultò il primo dei non eletti.

### Viceministro dello sviluppo economico
Pochi mesi dopo le elezioni politiche, in seguito alla nascita del governo di larghe intese guidato da Enrico Letta e sostenuto tra gli altri da Scelta Civica, Partito Democratico (PD), Il Popolo della Libertà e Unione di Centro, entra a fare parte del governo Letta, venendo nominato il 2 maggio dal Consiglio dei Ministri (CdM) viceministro dello sviluppo economico, affiancando insieme ad Antonio Catricalà il ministro Flavio Zanonato. A seguito della caduta del Governo Letta e l'arrivo a Palazzo Chigi di Matteo Renzi, il 28 febbraio 2014 viene confermato viceministro al MISE dal CdM, con delega al commercio estero, affiancando la neo-ministra Federica Guidi.
Come viceministro con delega al commercio estero ha guidato numerose delegazioni di imprenditori italiani all'estero e varato il piano straordinario per il made in Italy (legge n. 164/ 2014) con cui il Governo ha adottato una serie di misure volte ad ampliare il numero delle imprese, in particolare piccole e medie, che operano nel mercato globale, espandere le quote italiane del commercio internazionale, valorizzare l'immagine del Made in Italy nel mondo, sostenere le iniziative di attrazione degli investimenti esteri in Italia. Si è battuto contro il riconoscimento del market economy status (il riconoscimento come economia di mercato) alla Cina.
Il 5 febbraio 2015 abbandona Scelta Civica, assieme a numerosi dirigenti e diversi parlamentari del partito, e annuncia la sua intenzione di iscriversi al PD, ma tale annuncio non ha però avuto seguito se non tre anni dopo nel 2018.

### Rappresentante dell'Italia all'UE
Il 20 gennaio 2016 viene nominato dal governo Renzi come Rappresentante permanente d'Italia presso l'Unione europea, sostituendo l'ambasciatore Stefano Sannino. Questa scelta inconsueta da parte del governo di nominare una figura politica (e quindi esterna rispetto a un agente diplomatico) in una posizione normalmente riservata ai diplomatici, suscita proteste da parte dei membri del corpo diplomatico italiano, a cui il governo ha risposto difendendo la decisione come parte delle proprie prerogative, per quanto eccezionale e riservata a situazioni molto particolari.

### Ministro dello sviluppo economico

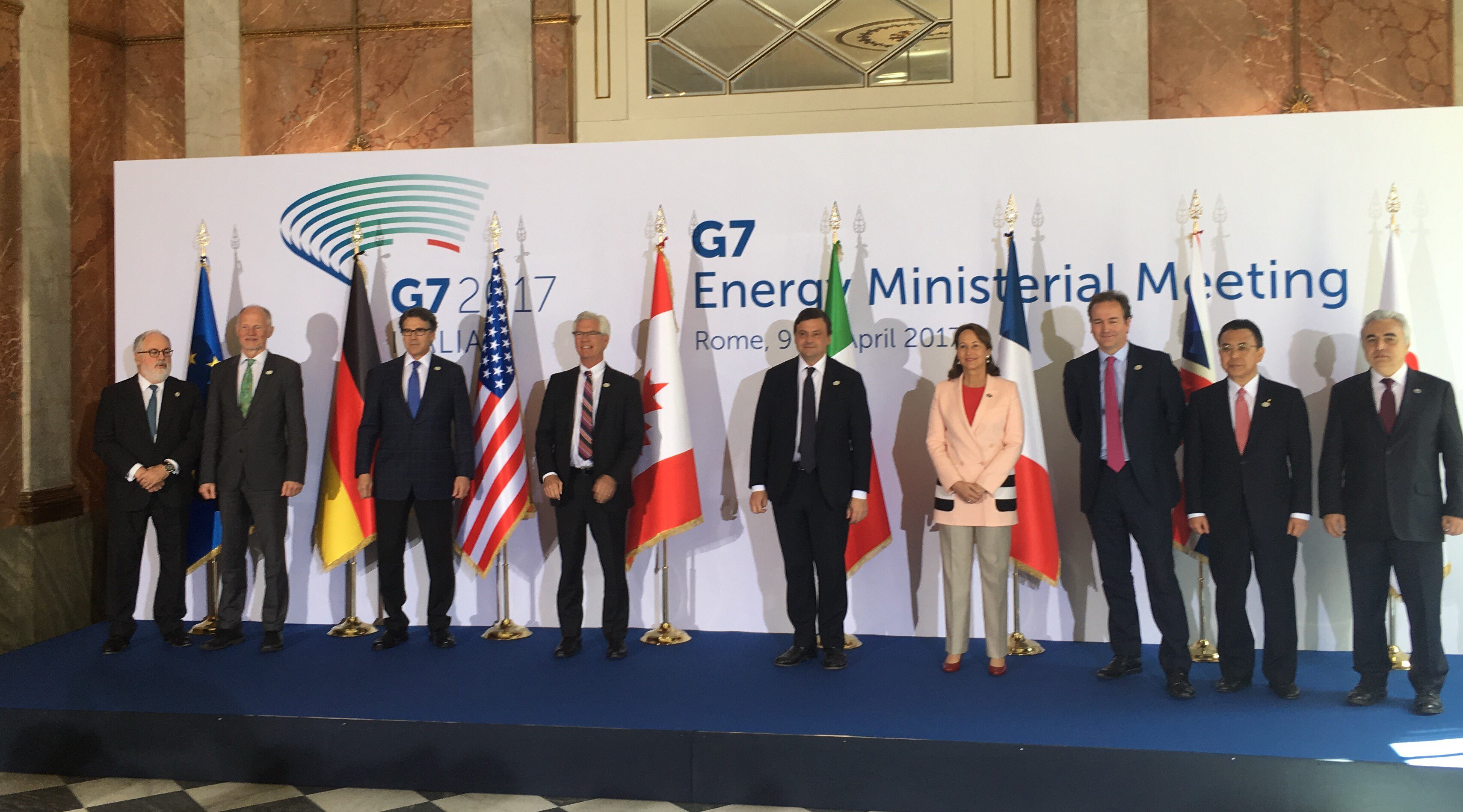
Carlo Calenda al G7 dell'energia a Roma del 2017

Il 10 maggio 2016, due mesi dopo la nomina di Rappresentante dell'Italia all'UE, viene richiamato a Roma per assumere il ruolo di Ministro dello sviluppo economico, subentrando all'interim che Renzi aveva assunto a seguito delle dimissioni di Federica Guidi, coinvolta in un'inchiesta giudiziaria.
Il 12 dicembre 2016, a seguito delle dimissioni di Matteo Renzi da Presidente del Consiglio, per la bocciatura della riforma costituzionale Renzi-Boschi al referendum costituzionale, è stato confermato nell'incarico di ministro dello sviluppo economico nel nuovo governo presieduto da Paolo Gentiloni.
Nell'ambito del suo incarico di ministro ha promosso e attuato per la prima volta in Italia un piano strategico di sviluppo industriale chiamato "Impresa 4.0" basato su incentivi alle aziende per investimenti e assunzioni, garanzie sul credito e investimenti nelle infrastrutture digitali. La misura ha portato all'aumento del 9% degli investimenti privati sui beni oggetto dell'incentivo.
Con l'insediamento del primo governo Conte il 1º giugno 2018, Calenda cessa dalla carica di ministro, nella quale gli succede il capo politico del Movimento 5 Stelle Luigi Di Maio.

### Elezioni europee del 2019

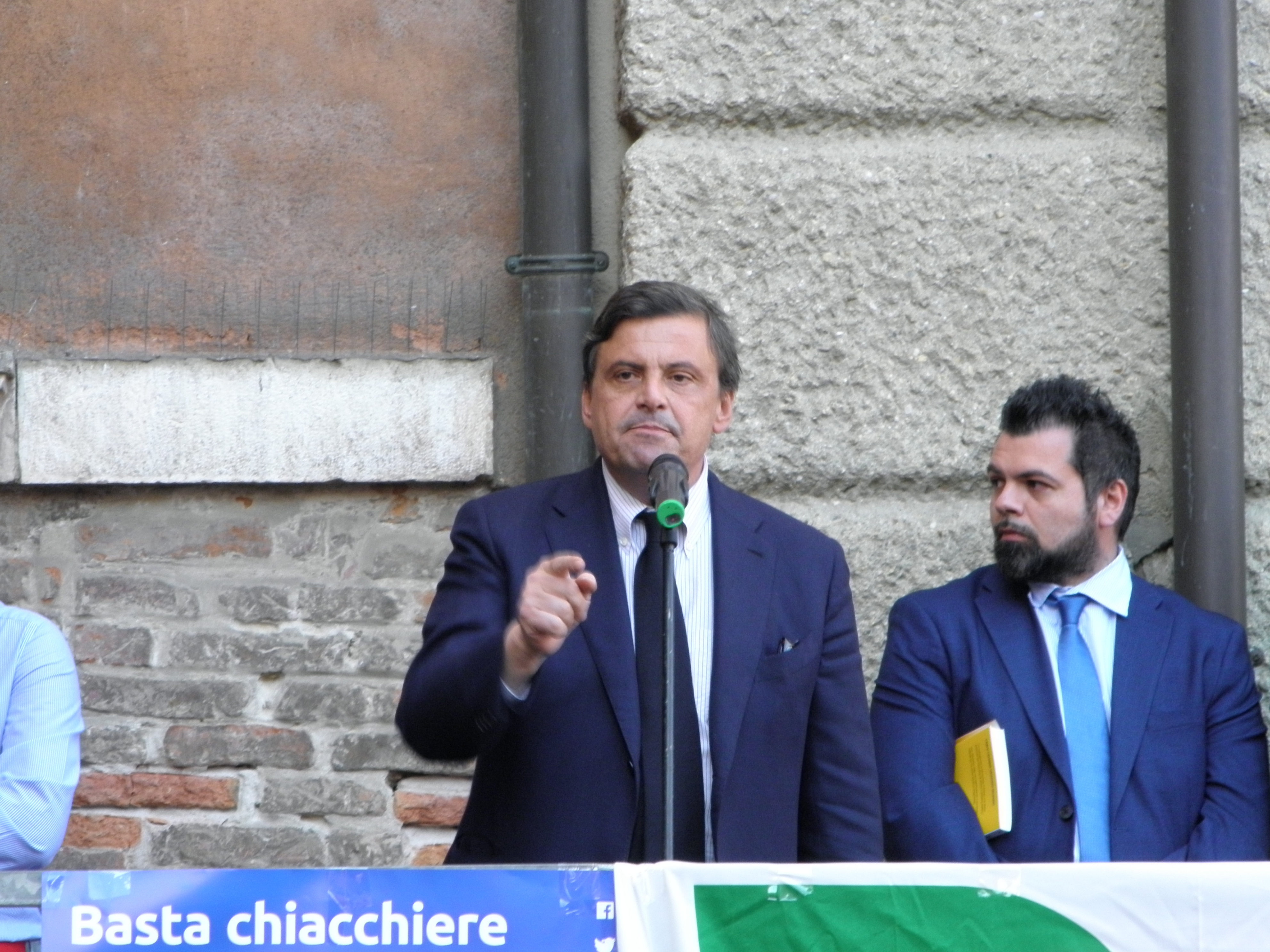
Calenda al comizio elettorale per le elezioni europee del 2019 a Rovigo

Il 6 marzo 2018, due giorni dopo la pesante sconfitta del PD alle elezioni politiche del 2018, annuncia la sua adesione al Partito Democratico.
In vista delle elezioni europee, a gennaio 2019 lancia Siamo Europei, un manifesto politico che pone come obiettivo la costruzione di una lista europeista e riformista unitaria in alternativa al blocco sovranista composto da Lega e Fratelli d'Italia, e a quello populista del Movimento 5 Stelle.
Il 19 marzo ufficializza la propria candidatura da capolista della circoscrizione nord-orientale e il 30 marzo "Siamo Europei" presenta il simbolo della lista in comune con il PD, guidato dal presidente del Lazio e segretario del PD Nicola Zingaretti. All'appello lanciato con il manifesto di Siamo Europei per la formazione di una lista unitaria rispondono, tra gli altri, Campo Progressista di Giuliano Pisapia, Democrazia Solidale, oltreché altri soggetti civici e politici anche a supporto esterno come Centristi per l'Europa. Successivamente pure Articolo Uno giunge a un accordo con il PD per presentare propri candidati all'interno della lista.
Alle elezioni europee del 2019 viene eletto europarlamentare con 279 783 preferenze nella circoscrizione Italia nord-orientale nella lista PD - Siamo Europei, arrivando primo fra i candidati della lista per numero di preferenze nella suddetta circoscrizione e risultando il candidato del Partito Democratico più votato in Italia.

### Uscita dal PD e fondazione di Azione

Simbolo di Azione

Il 23 luglio 2019 Calenda presenta alla Direzione nazionale del PD una mozione unitaria, approvata con ampia maggioranza, dove si ribadisce che Partito Democratico e Movimento 5 Stelle sono e rimarranno incompatibili perché divisi da valori opposti, e inoltre individua tre priorità evidenti su cui costruire immediatamente un piano per l'Italia: scuola e formazione, sanità e investimenti.
Il 28 agosto 2019, in seguito alla caduta del governo Conte I e all'intesa fra i democratici e il M5S per formare un nuovo governo, comunica la sua uscita dal Partito Democratico e di volere trasformare Siamo Europei in un nuovo partito progressista.

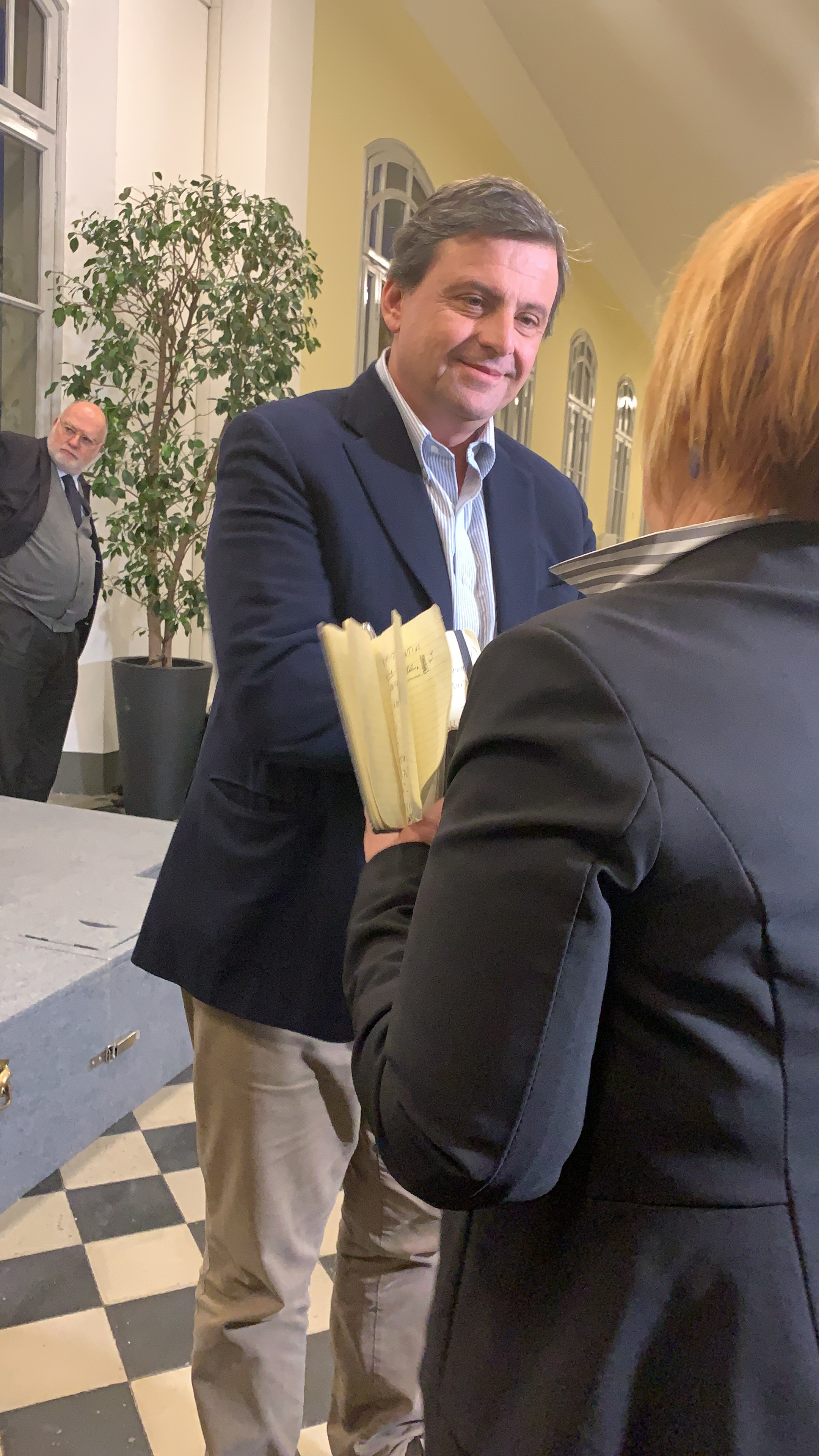
Calenda intervistato a Chiavari per Piazza Levante nel 2020

Il 21 novembre seguente lancia ufficialmente Azione, la sua nuova formazione politica di centro-sinistra, progressista e riformista, insieme al senatore Matteo Richetti e a un comitato promotore. I riferimenti ideali del nuovo partito sono nelle tesi di Carlo Rosselli sul socialismo liberale, da cui il nome richiamante il Partito d'Azione, nel liberalismo sociale di Piero Gobetti, e nel popolarismo di Don Luigi Sturzo.
Benché abbia abbandonato il PD Calenda decide di restare comunque nella delegazione PD-Siamo Europei nel gruppo dell'Alleanza Progressista dei Socialisti e dei Democratici per rispetto del mandato elettorale.
In occasione del referendum costituzionale per l'approvazione della riforma basata sulla riduzione del numero di parlamentari a quattrocento deputati e duecento senatori, avviata dal governo Conte I guidato dalla Lega assieme al Movimento 5 Stelle e concluso dal governo Conte II guidato dalla coalizione M5S e PD, Calenda e il suo partito si sono schierati per il "No".

### Candidatura a sindaco di Roma

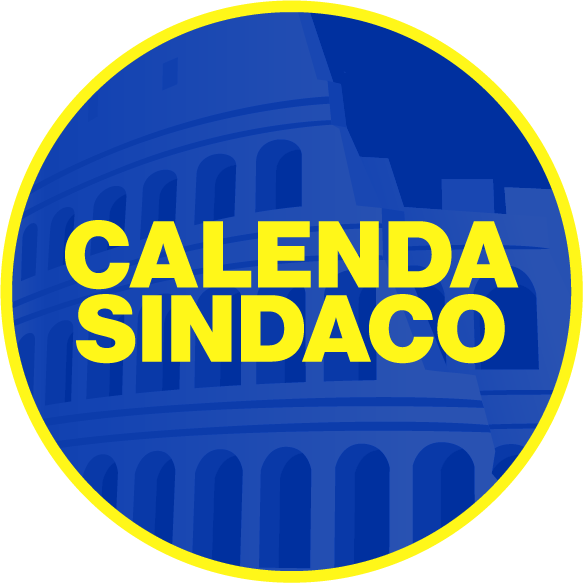
Logo della lista "Calenda Sindaco"

Il 18 ottobre 2020, ospite della trasmissione televisiva Che tempo che fa di Fabio Fazio, Calenda annuncia di volersi candidare a sindaco di Roma in vista delle elezioni amministrative del 2021. All'indomani +Europa e Partito Repubblicano Italiano annunciano il loro sostegno, mentre ad aprile 2021 arriva anche quello di Italia Viva in vista delle amministrative a Roma, che nel frattempo vengono slittate a ottobre. Il 24 maggio, nel corso di una conferenza stampa, presenta ufficialmente la sua candidatura lanciando la lista "Calenda Sindaco".
Alla tornata elettorale Calenda raccoglierà il 19,81% dei voti (pari a 219 878), eleggendo 5 consiglieri comunali all'Assemblea Capitolina (due di Italia Viva), arrivando terzo dietro a Enrico Michetti del centro-destra (30,14%) e Roberto Gualtieri del centro-sinistra (27,03%), ma staccando, seppur di pochi voti, la sindaca uscente Virginia Raggi (19,09%). La lista Calenda Sindaco risulterà la più votata in assoluto in questa tornata elettorale. Il leader del partito rinuncia al seggio per concentrarsi sul suo lavoro di europarlamentare e leader di Azione, permettendo così il subentro del coordinatore del programma per le elezioni romane (risultato primo dei non eletti), che avviene il 21 dicembre 2021.
Il 17 novembre 2021 Calenda, dopo le parole del segretario del PD Enrico Letta sulla possibile convergenza del Movimento 5 Stelle nell'Alleanza Progressista dei Socialisti e dei Democratici, fuoriesce dal gruppo parlamentare europeo per entrare in quello di Renew Europe.

### Segretario di Azione
Il 20 febbraio 2022, durante il primo congresso di Azione "L'Italia sul serio" presso il palazzo dei Ricevimenti e dei Congressi a Roma, viene eletto per acclamazione come nuovo segretario del partito, mentre Matteo Richetti viene eletto presidente.
In vista dei referendum abrogativi sulla giustizia del 2022, promossi cinque regioni guidate da maggioranze di centro-destra, si schiera per il "Sì" a tutti e cinque i quesiti.
Con la caduta del governo Draghi e lo scioglimento anticipato delle Camere, il 2 agosto Azione e +Europa annunciano che si presenteranno alle elezioni politiche anticipate del 2022 nella stessa coalizione del Partito Democratico. I tre partiti firmano un accordo nel quale si impegnano a non candidare personalità divisive nei collegi uninominali. Tuttavia il 7 agosto, a seguito dell'inclusione dell'Alleanza Verdi e Sinistra nella coalizione di centro-sinistra, Azione si ritira da quest'ultima. Ciò provoca la rottura con +Europa, favorevole invece a continuare l'accordo con il PD.

#### Elezioni politiche del 2022
L'11 agosto Azione e Italia Viva annunciano la decisione di presentarsi alle elezioni politiche del 2022 con una lista elettorale unica, Azione - Italia Viva, nota informalmente come "Terzo polo", con Calenda indicato come leader, il quale si candiderà al Senato della Repubblica nel collegio uninominale Lazio - 02 (Roma Municipio XIV) e come capolista nei collegi plurinominali Emilia-Romagna 2, Lazio 1, Sicilia 1 e Veneto 2.

Durante la campagna elettorale Calenda e Renzi ribadiscono come il loro obiettivo fosse ottenere un numero di seggi tale da impedire a qualsiasi coalizione di ottenere la maggioranza parlamentare assoluta, arrivando quindi a una maggioranza di larghe intese dopo il voto, possibilmente presieduta da Mario Draghi. Draghi stesso tuttavia il 16 settembre dichiarò di non essere disponibile per un secondo mandato.

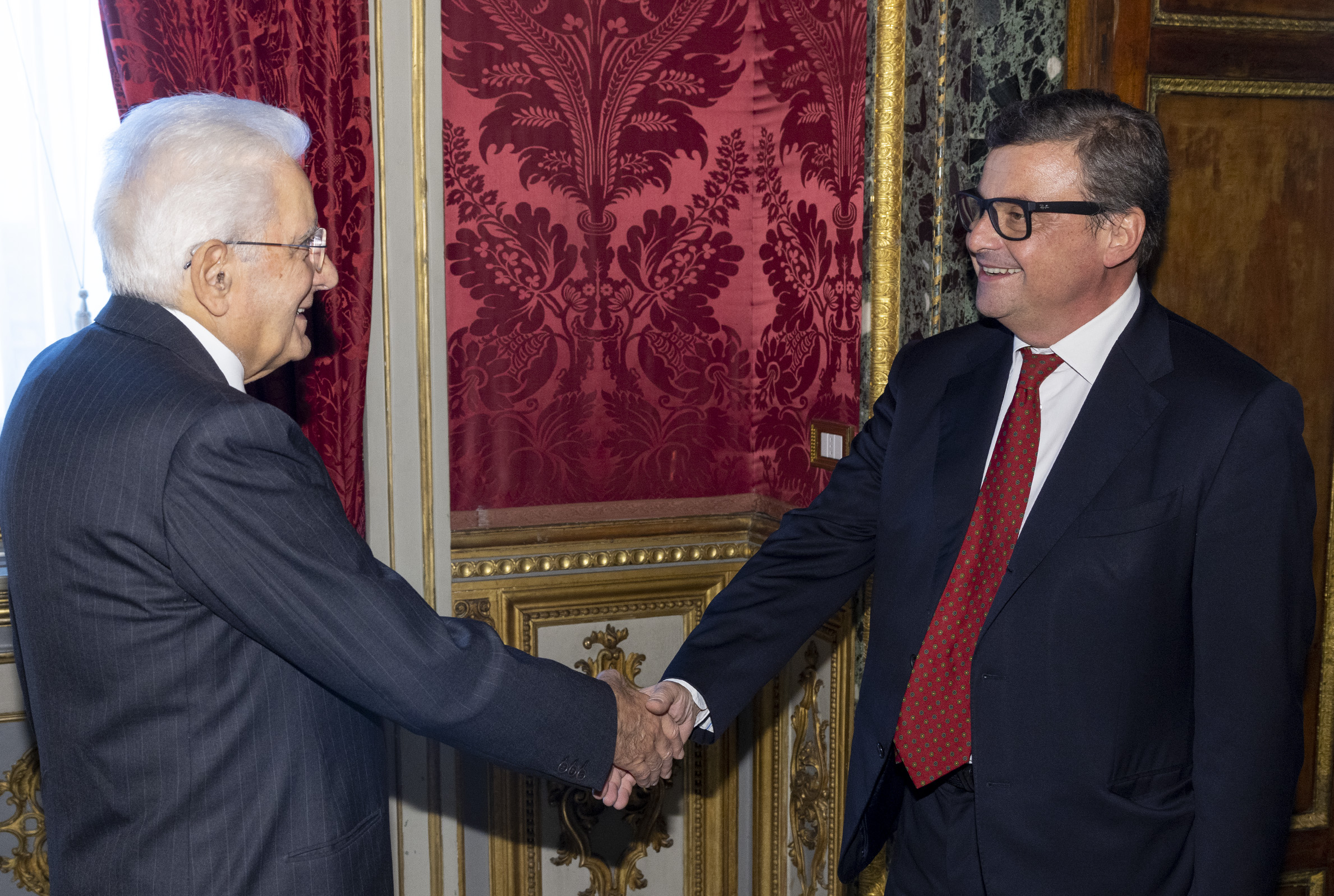
Carlo Calenda ricevuto dal Presidente della Repubblica Sergio Mattarella alle consultazioni al Quirinale il 20 ottobre 2022

Nella tornata elettorale Calenda viene eletto senatore nel collegio plurinominale Sicilia - 01, grazie al risultato della lista di Azione-Italia Viva nella quota proporzionale, pari al 7,79% alla Camera e al 7,73% al Senato, un risultato largamente al di sopra della soglia di sbarramento del 3%, ma al di sotto dell'obiettivo di superare la doppia cifra. Calenda era candidato anche nel collegio uninominale di Roma Municipio XIV, dove però vince Lavinia Mennuni, candidata del centro-destra in quota Fratelli d'Italia. Il 12 ottobre Calenda rassegna le dimissioni dal Parlamento europeo.

#### Federazione Azione - Italia Viva
Dopo le elezioni politiche, il 3 ottobre 2022 Calenda annuncia che Azione e Italia Viva formeranno i gruppi parlamentari paritetici alla Camera e al Senato nella imminente legislatura, e che avvieranno una federazione tra i due partiti.
L'8 dicembre 2022 Calenda firma con il leader di Italia Viva, Matteo Renzi, l'accordo per la nascita ufficiale della federazione tra i partiti, in vista della confluenza in un nuovo partito unico, di cui Calenda diventa il presidente dell'ufficio di coordinamento, coerentemente con il ruolo di leader rivestito nella precedente tornata elettorale. Il percorso di unificazione e di nascita del nuovo partito tuttavia vedrà ben presto la nascita di contrasti sui tempi e i modi del processo, oltre che sulle modalità di finanziamento. Dopo una serie di risultati deludenti alle elezioni regionali in Lombardia, Lazio e Friuli-Venezia Giulia, ad aprile 2023, in seguito ad accuse reciproche da parte degli esponenti due partiti sulla mancanza di volontà di proseguire nel percorso, Calenda annuncia il fallimento del progetto del partito unico.
Nel maggio del 2024, dopo aver inizialmente dichiarato di non voler correre in prima persona alle elezioni europee del mese seguente, Calenda si candida infine capolista per Azione in tutte le circoscrizioni, eccetto in quella nord-occidentale, dove si presenta all'ultimo posto. Non riuscendo a superare la soglia di sbarramento del 4%, né Calenda né altri candidati di Azione vengono eletti al parlamento europeo.

## Posizioni e idee politiche
Nonostante preferisca evitare etichette, ha dichiarato velatamente di appartenere all'area di centro-sinistra e di essere liberalsocialista e "socialdemocratico liberale", ritenendo che libertà e progresso sociale debbano stare insieme.
In passato è stato definito un operaista per la sua forte attenzione verso i lavoratori piuttosto che verso le multinazionali straniere. Egli ha inoltre considerato questa definizione come un «grande complimento».
Critico nei confronti della Terza via e sostenitore del bisogno di investimenti, di protezione e di difesa dell'occupazione, ritiene che la sinistra odierna debba basarsi su questi punti. Pentendosi del suo passato da liberista ideologico, sostiene l'importanza per le democrazie liberali di recuperare il pragmatismo, e che il paradigma di riferimento debba essere il socialismo liberale.
Sostiene la necessità di avere norme che vietino a rappresentanti politici con cariche di percepire compensi da governi stranieri.
Per quanto riguarda le riforme istituzionali si è detto favorevole al modello del cancellierato tedesco.
Si definisce ateo.

### Economia e Welfare
È favorevole alla diminuzione della pressione fiscale ritenendo che essa debba avvenire soprattutto attraverso il recupero dell'evasione fiscale mediante l'incrocio delle banche dati. Si dichiara favorevole al salario minimo e a una fiscalità progressiva. Inoltre sostiene fortemente il piano "Industria 4.0", ritenendo che quest'ultimo possa aiutare le imprese europee a rilanciare la capacità competitiva.
Sostiene l'investimento e il miglioramento della sanità pubblica e dell'istruzione pubblica. Riguardo alla prima infanzia, ha intenzione di rendere possibile una crescita e formazione adeguata per tutti i bambini, di permettere ai genitori la conciliazione tra vita lavorativa e vita familiare e di aumentare (di conseguenza) la natalità, mediante l'aumento delle strutture per la prima infanzia, l'aumento del numero di laureati che possono insegnare all'asilo nido, una revisione dei sistemi di controllo e monitoraggio della qualità dei servizi, asili nido gratuiti per la maggior parte degli italiani, ulteriori incentivi per famiglie che vivono in aree dove i servizi di prima infanzia sono sottoutilizzati.
In merito alla scuola, sostiene il rafforzamento della didattica nelle scuole secondarie di primo grado e la posticipazione della scelta professionalizzante di un anno «per dare competenze di base a tutti e contrastare la dispersione scolastica»; l'introduzione del tempo lungo e le mense in tutte le scuole; un nuovo servizio di orientamento, di supporto psicologico e di mediazione culturale; l'aumento delle retribuzioni degli insegnanti «incentivando un miglioramento qualitativo dell'insegnamento».
Sulle politiche giovanili, sostiene la creazione di un nuovo sostegno al reddito che consenta ai giovani di «rendersi autonomi, spostarsi e formarsi»; la creazione di nuovi percorsi di formazione brevi e online «che li aiutino ad acquisire le competenze mancanti»; un supporto digitale per la ricerca del lavoro; una revisione del contratto di tirocinio; sgravi per le loro assunzioni.

### Diritti civili e immigrazione
È favorevole ai matrimoni gay, alle adozioni da parte di coppie gay,  ai diritti delle famiglie omogenitoriali e contrario alla maternità surrogata.
Sostiene la parità di genere, proponendo a tale proposito: congedi parentali che equiparino uomo e donna per evitare così che le aziende preferiscano assumere uomini; trasparenza obbligatoria nelle retribuzioni e negli organici; percorsi di eliminazione e prevenzione degli stereotipi di genere nelle scuole, nelle università e nelle aziende; corsi di educazione sessuale in tutte le scuole pubbliche. Propone inoltre quasi seimila nuovi centri antiviolenza, un nuovo sussidio per le vittime di violenza (per garantire loro autonomia e sicurezza per tre anni) e un «profondo sforzo educativo» per fermare e prevenire la violenza di genere.
Riguardo alle politiche migratorie, oltre a essere favorevole allo ius soli temperato e allo ius scholae, sostiene un «controllo severo delle frontiere, la regolarizzazione di chi ha un lavoro, rimpatri volontari incentivati per chi non lo ha, ampliamento del sistema di protezione per richiedenti asilo e rifugiati, flussi di immigrazione legale controllata ed espulsione immediata di chi commette un reato». Ritiene che bisognerebbe «avere canali di immigrazione legali e collegati al lavoro, corridoi umanitari, gestione unitaria della politiche di integrazione e migration compact per gestire in Africa arrivi e respingimenti».

### Ambiente e energia
Calenda sostiene la reintroduzione dell'energia nucleare in Italia, affermando di voler costruire otto centrali nucleari nel paese con tre o quattro reattori ciascuna, per una potenza complessiva di 40 gigawatt, argomentando che essa offra energia «a basso costo», sicura, a bassa «dipendenza di approvvigionamento da fonti straniere» e che senza sarebbe «impossibile» per l'Italia rispettare gli accordi europei per la transizione ecologica, secondo cui entro il 2050 bisognerà raggiungere il traguardo di emissioni zero.
Il 30 giugno 2022 presenta al Senato della Repubblica una mozione per chiedere al governo che il nucleare venga reintrodotto tra le fonti utilizzate dall'Italia per produrre energia, proponendo l'idea delle 8 centrali nucleari, da abbinare con l'uso di altre energie rinnovabili. Durante la campagna elettorale delle elezioni politiche del 2022 ha ribadito tale posizione, che compare anche nel programma presentato dalla lista formata dal suo partito con Italia Viva.
Il 24 ottobre 2024, con una conferenza stampa alla Camera, ha presentato una proposta di legge di iniziativa popolare per reintrodurre la produzione di energia nucleare in Italia. La proposta di legge ha raggiunto le 50mila firme necessarie per essere presentata in meno di quattro giorni. 

## Opere

### Libri
- Orizzonti selvaggi. Capire la paura e ritrovare il coraggio, Roma, Feltrinelli, 2018, ISBN 9788807173585
- I mostri e come sconfiggerli, Milano, Feltrinelli, 2020, ISBN 9788858838990
- La libertà che non libera. Riscoprire il valore del limite, La nave di Teseo, 2022, ISBN 9788834610749
- Il patto. Oltre il trentennio perduto, La nave di Teseo, 2023.